# Tag (pel·lícula de 2015)
Tag, coneguda al Japó com a Real Onigokko (リアル鬼ごっこ, Riaru Onigokko), és una pel·lícula d'acció de terror japonesa del dirigida per Sion Sono i inspirada en el títol de la novel·la Riaru Onigokko de Yusuke Yamada. Es va estrenar al Japó l'11 de juliol de 2015. El tema principal de la pel·lícula, "Real Onigokko", va ser escrit i interpretat per al pel·lícula del grup de rock Glim Spanky.

## Argument
Una tranquil·la noia de secundària anomenada Mitsuko sobreviu a un tast de vent que talla a través del seu autobús escolar, dividint en dos a tots els altres a bord. El vent la persegueix i mata a totes les altres noies amb qui entra en contacte. Atorada, s'ensopega amb un campus de secundària. És rebuda per noies anomenades Aki, Sur i Taeko. L'Aki la consola i les noies deixen la classe i se'n van al bosc. Reflexionen sobre si hi ha múltiples realitats amb múltiples versions d'ells mateixos. Sur il·lustra la predeterminació amb una ploma blanca, afirmant que significaria que el temps que triga a caure la ploma i on aterrarà ja estan decidits. Ella suggereix que el destí es pot enganyar simplement fent alguna cosa que mai no faria normalment, canviant així el resultat.
De tornada a l'escola, la professora de la Mitsuko de sobte branda una mini pistola i obre foc, matant a totes les noies excepte la Mitsuko. Aleshores, la Mitsuko és arrossegada fora de l'aula per Sur i Taeko. Arriben a una aula diferent on veuen una altra noia, que és assassinada pel seu professor. Taeko intenta atacar a la professora, però ella falla i és assassinada. Mentre Sur i Mitsuko intenten escapar, Sur és disparada a la sortida. Quan la Mitsuko surt corrents de l'escola, altres classes també fugen de les seves aules. Mentre les noies restants fugen, una d'elles demana a la Mitsuko que pensi per què passa això. A continuació, les noies restants són tallades pel vent.
Aleshores, la Mitsuko va a la ciutat, on un oficial de policia la reconeix com a Keiko. La Mitsuko està horroritzada quan l'oficial de policia li posa un mirall i la seva aparença ha canviat completament. Llavors és portada al cotxe de l'oficial de policia per al seu casament. Al casament, reconeix a l'Aki com una de les dames d'honor. Aleshores es canvia per un vestit de casament. L'Aki, amb l'ajuda de la Keiko, procedeix a matar totes les dames d'honor que estaven ajudant a Keiko a preparar-se. La Keiko, amb una ampolla trencada, s'acosta al nuvi, que és dins d'un taüt. Aleshores, les noies comencen a despullar-se per posar-se biquinis, actuant com si estiguessin en una festa. El taüt s'obre per revelar un cap de porc com a nuvi, i les noies s'acosten a ella i intenten que Keiko besin el cap de porc. Després d'una mica de lluita, Keiko finalment li clava al coll del nuvi i aquest cau sense vida a terra. Tothom comença a flipar, i els professors de l'escola apareixen, amb un vestit més dolent, i ataquen l'Aki i la Keiko. Al cap d'un temps, l'Aki i la Keiko guanyen, i quan se'n van, l'Aki es separa de la Keiko per "distreure'l".
Finalment troba el seu camí cap a un pont, on una noia li diu que la segueixi. Ella ho fa, i ambdues acaben enmig d'una carrera de marató. La identitat de la Mitsuko ha canviat una vegada més a Izumi. Passa davant d'un mirall i torna a estar horroritzada al veure que la seva aparença ha canviat d'un vestit de casament sagnant a un vestit de corredor de marató i una cua de cavall. Finalment troba l'Aki, Sur i Taeko, que estan fent la carrera. Els professors tornen a aparèixer, així com el cap de porc, i comencen a perseguir les noies i a expulsar els altres corredors del camí. Aleshores se li diu que prengui una drecera, on troba una cova.
En aquesta cova, es troba amb un grup de noies ressuscitades que intenten matar-la, afirmant que mentre visqui, seguiran morint. És rescatada per Aki, que revela que tots estan en un món fictici observat per "algú" i que aquest "algú" continuarà matant a tots els altres tret que Mitsuko, com a "personatge principal", faci alguna cosa per canviar-ho. Cadascun dels escenaris és un món diferent, i per arribar a l'últim, l'Aki diu que la Mitsuko l'ha de matar brutalment traient cables dels seus braços. Mitsuko no vol matar el seu amor, però no hi ha opció...
Ella es troba en  una ciutat anomenada "El món dels homes", plena només d'homes que gaudeixen d'un  videojoc de terror de supervivència en 3D anomenat "'Tag, que representa Mitsuko, Keiko, i Izumi com a personatges jugables. Es desmaia i es desperta en un temple on totes les noies s'exhibeixen com maniquís. Troba un ancià decrèpit jugant el joc al seu televisor, mostrant les diferents proves per les quals va passar, i s'horroritza de veure models a mida real d'ella mateixa, Keiko, Izumi, Aki i totes les altres noies. L'home li diu que ella és en el futur; Fa 150 anys, era una noia que havia admirat com a companya d'estudis. Quan va morir, va prendre el seu ADN i el dels seus amics i va fer clons per al seu joc en 3D. Apareix una versió més jove del vell i es despulla, fent-li una senyal perquè vingui al llit amb ell. El vell li diu que aquesta etapa final és el compliment del seu desig més profund: dormir amb ella.
Mitsuko ataca l'home més jove, cridant-li que deixi de jugar amb noies com joguines. Esquinça un dels coixins, dutxant l'habitació amb plomes. Recordant el que Sur va dir sobre enganyar el destí, ella se suïcida, davant la sorpresa del vell, que no havia fet aquesta part del seu joc. Trobant-se una vegada més al començament de cada escenari, se suïcida simultàniament a l'autobús, al casament i durant la marató abans que pugui començar qualsevol dels escenaris violents. Aleshores es desperta sola en un camp de neu blanca i fuig corrent, adonant-se que "ara s'ha acabat".

## Repartiment
- Reina Triendl com a Mitsuko
- Mariko Shinoda com a Keiko
- Erina Mano com a Izumi
- Yuki Sakurai com a Aki
- Maryjun Takahashi com a Jun
- Sayaka Isoyama com a Mutsuko
- Takumi Saito cameo
- Ami Tomite com a Sur
- Aki Hiraoka com a Taeko

## Recepció
Tag té una puntuació d'aprovació del 92% a Rotten Tomatoes basat en 13 ressenyes amb una puntuació mitjana de 6,9/10. A Variety, Richard Kuipers va descriure Tag com "grindhouse es troba amb arthouse", elogiant l'actuació i la fotografia. Clarence Tsui de The Hollywood Reporter va elogiar l'obra com "a la vegada absurda i afectiva, sagnant i bella, carnal i cerebral". Tots dos crítics van assenyalar els matisos feministes de la pel·lícula.

## Premis
| Any  | Organització   | Premi                         | Resultat  |
| ---- | -------------- | ----------------------------- | --------- |
| 2015 | FanTasia       | Millor pel·lícula             | Guanyador |
| 2015 | FanTasia       | Millor Actriu (Reina Triendl) | Guanyador |
| 2015 | Fancine Malaga | Millor pel·lícula             | Guanyador |

## Enllaços exerns
- Tag - Lloc web oficial
 (japonès)
- リアル鬼ごっこ(2015) at allcinema (japonès)
- リアル鬼ごっこ at KINENOTE (japonès)